# Zapoteca (llengua)

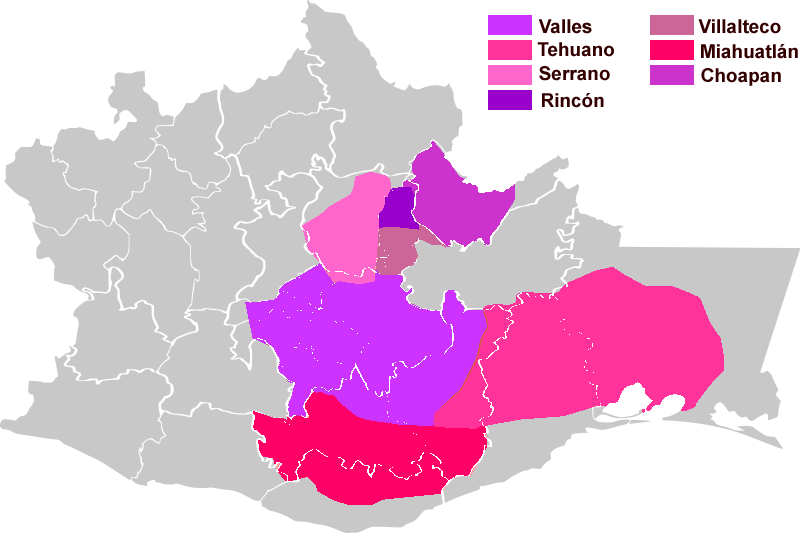
Distribució de les diferents llengües zapoteques

El zapoteca (díidxa záa (Tehuantepec), tiits së (Santa Catarina Quioquitani), per exemple) és una macrollengua integrada per diferents llengües zapoteques, parlades per un total de 777.000 persones del poble zapoteca a Oaxaca i altres llocs, juntament amb el chatino forma part de les llengües zapoteques de la família lingüística otomang que és un grup de llengües mesoamericanes, junt amb les llengües mixteques, mazateca i popoloca, entre d'altres.
Les llengües zapoteques es parlen principalment als estats d'Oaxaca, Guerrero i Puebla i a la regió sud-est de Veracruz, al sud de Mèxic. L'emigració per feina ha portat un nombre de parlants de zapoteca als Estats Units, particularment a Califòrnia i a Bridgeton (Nova Jersey). Moltes comunitats parlants de zapoteca tenen un alt grau de bilingüisme amb el castellà.
És una llengua tonal. L'ordre de la frase més freqüent és Verb Subjecte Objecte (VSO).

## Variants
Sota el terme zapoteca es comprèn un gran nombre de dialectes no sempre mútuament intel·ligibles, la qual cosa significa que aquestes variants van començar a divergir del proto-zapotecs fa molts segles. Morris Swadesh va estimar mitjançant anàlisis estadístiques del lèxic i glotocronologia que el temps de diversificació del zapoteca pròpiament dit, era de 14 segles (comparable per exemple al temps de diversificació del llatí fins a donar les llengües romàniques actuals). Segons els mostrejos d'intel·ligibilitat, publicats pel SIL International, el zapoteca estaria compost per 38 variants o llengües inintel·ligibles entre si. Tanmateix la majoria de classificacions deixen a un costat els criteris d'intel·ligibilitat i consideren les característiques compartides per les diverses variants, l'inventari es redueix a set o vuit llengües. Belmar va ser el primer a proposar agrupar les variants en tres grans grups: zapoteca septentrional, zapoteca central i zapoteca meridional sota criteris en part lingüístics i en part geogràfics i històrics. El grup nord inclouria les varietats parlades a la zona muntanyenca al nord de la ciutat d'Oaxaca de Juárez, el grup centre inclouria les varietats de les valls centrals i la regió sud de l'istme de Tehuantepec i el grup meridional les varietats parlades a la zona muntanyenca al sud de l'estat d'Oaxaca.
Les primeres classificacions internes basades en el mètode comparatiu van començar en els anys 1920 amb els treballs de Jaime Angulo (1925), Paul Radin (1925), Angulo i Freeland (1933) i Swadesh (1949). Aquestes agrupacions subdivideixen els grups de Belmar, assignat alguna varietat local al grup adjacent. L'últim intent de classificació interna i el més acceptat es deu al lingüista mexicà Jorge Suárez (1977) i publicat per l'INAH en 1990. Aquest estudi sobre la base estricta de trets fonològics i lèxics compartits rebutja l'agrupació tripartida i proposa sis agrupaments estretament emparentats. El següent quadre mostra les evolució de les diferents variants de zapoteca
| Radin (1925)                                                                                            | Angulo & Freeland (1933)                                                                                                  | Swadesh (1949)                                                               | J. Suárez (1990)                                                             |
| --- | --- | ---------------------------------------------------------------------------- | ---------------------------------------------------------------------------- |
| Grup A 1. Valle - 2. Tehuano - 3. Miahuatlán Grup B 4. Serrano 5. Vijana (Villalta) 6. Nexitzo (Rincón) | Valls 1a. Mitla 1b.Zaachila 2. Tehuano Meridional 3. Miahuatlán Septentrional 4. Ixtlán (serrano) 5. Yalalag (Villalta) - | - 1. Valle - 2. Tehuano - 3. Miahuatlán - 4. Serrano 5. Villalteco 6. Rincón | - 1. Valle - 2. Tehuano - 3. Miahuatlán - 4. Serrano 5. Villalteco 6. Rincón |

Swadesh i Suárez rebutgen els grups septentrional, central i meridional com a unitats filogenètiques vàlides, per tant dites no assenyalen una relació més propera sinó que són purament geogràfiques i no sustentats des del punt de vista lingüístic. Una classificació estàndard de les variants o llengües zapoteques, que combina els agrupaments geogràfics juntament amb les divisions lingüístiques demostrades, és la següent:
- Variants septentrionals (Sierra Nord)
  - Variant d'Ixtlán o Zapoteca serrà
  - Variant del Rincón o Nexitzo
  - Variant de Choapan[9]
  - Variant dels Cajonos (Zapoteca de Villalta, Villalteco o Yalalag)
- Variants de les valls centrals i de l'Istme
  - Barris centrals, amb variants a Mitla, Quiatoni, Zaachila, etc.
  - Occidentals, Zapoteca de l'Istme o Zapoteca tehuano.
- Variants meridionals
  - Zapoteca del Sud amb variants a: Amatlán [zpo], Coatecas Altas [zca], Coatlán [zps], Lapaguía-Guivini [ztl], Loxicha [ztp], Miahuatlán [zam], Mixtepec [zpm], Ozolotepec [zao], S. Agustín Mixtepec [ztm], S. Baltazar Loxicha [zpx], S. Vicente Coatlán [zpt], Xanaguía/S. Francisco Ozolotepec [ztg].

Les variants de la llengua de la vall d'Oaxaca mostren un major grau d'intel·ligibilitat que les dels contraforts muntanyencs al nord i al sud. No obstant això, hi ha una aguda diferència entre el zapoteca de Tlacolula i el de Mitla, separats per uns pocs quilòmetres i tots dos a la vall d'Oaxaca. La intel·ligibilitat és el 40% i fins i tot més baixa, excepte para Teotitlán del Valle. Aquesta baixa intel·ligibilitat pot deure's al fet que Mitla era també un centre urbà i després una ciutat estat.
La regió septentrional es divideix en dos grans grups que estan separats per una barrera geogràfica nord-sud. Al zona oriental els dialectes zapoteques tenen poca intel·ligibilitat amb els del nord de l'istme i els de la costa del Pacífic al llarg de l'istme de Tehuantepec. La regió meridional té un grup gran nord-sud en el centre flanquejat per un grup dialectal a cada costat, tal vegada com a resultat de migracions successives.

## Descripció lingüística

### Parentiu amb altres llengües
La llengües zapotecas són part de la família zapotecana que inclouria a més les llengües parlades en a l'oest de la regió zapoteca el papabuco i el solteco (considerades de vegades llengües zapoteques divergents, altres vegades llengües zapotecanes però no-zapoteques) a més del chatino. Les estimacions glotocronológiques per al temps de diversificació a partir del proto-zapotecano és de 24 segles, és a dir, al voltant d'un mil·lenni més que el temps de diversificació de zapoteca pròpiament dit. Fora d'aquest agrupament des del segle xix es van reconèixer relacions entre el grup zapotecano i el grup mixtec que formarien la branca oriental de les llengües otomang.

### Fonologia
Totes les variants de zapoteca són llengües tonals, típicament el nombre de tons és de tres (alt, baix, ascendent) però existeixen grans diferències entre les diferents variants, arribant a ser cinc en el zapoteca serrà (els anteriors, més mitjà i descendent). L'accent en les varietats que s'han descrit recau sempre en la penúltima síl·laba de l'arrel i la seva posició no es veu afectada pels processos d'afixació. Algunes llengües zapoteques han perdut l'última síl·laba no accentuada, per la qual cosa es podria dir que l'accent recau en l'última síl·laba en aquestes llengües.
La majoria de variants posseeix almenys sis vocals simples (tancades: /i, i, o/, obertes: /i, a, o/) i freqüentment el tret de laringització produeix nous segments en contrast amb els sis anteriors. L'inventari consonàntic varia lleugerament d'una variant a una altra, però sempre trobarem l'oposició fortis-lenis característica de totes les llengües zapoteques. En el següent quadre es resumeixen aquests inventaris:
|            | labial | alveolar | palatal | velar | lab-vel | uvular | glotal |
| ---------- | ------ | -------- | ------- | ----- | ------- | ------ | ------ |
| oclusiva   | p b    | t d      |         | k g   | (kʷ gʷ) |        | ʔ      |
| africada   |        | (ʦ ʣ)    | ʧ (ʤ)   |       |         |        |        |
| fricativa  |        | s (z)    | (ʃ) ʒ   | x     |         | (ʁ ʁʷ) |        |
| nasal      | (m̥ m)  | (n̥) n    |         |       |         |        |        |
| vibrant    |        |          |         | ɾ (r) |         |        |        |
| aproximant |        | (l ̥) l   |         | (j)   | (w)     |        |        |
El diacrític inferior de les sonorants /m̥, n̥, l ̥/ indica que són sordes. Els fonemes entre parèntesis només estan presents en algunes varietats de zapoteca:
L'estructura sil·làbica difereix d'unes llengües zapoteques a unes altres. Així el zapoteca de l'istme no admet consonants a final de paraula, per la qual cosa la síl·laba final és sempre oberta. En canvi el zapoteca de Rincón admet diverses consonants en aquesta posició (/n, β, ʣ, tβ, d_, s, z, l, t/).
El sistema fonològic proto-zapoteco fou reconstruït preliminarment per Morris Swadesh i posteriorment altres autors continuaren la feina. L'inventari consonàntic mínim podria estar format pels següents elements:
|            | labial | alveolar | palatal | velar  | lab-vel | uvular | glotal |
| ---------- | ------ | -------- | ------- | ------ | ------- | ------ | ------ |
| obstruent  | *p, *b | *t, *d   |         | *k, *g | *kʷ     |        | *ʔ     |
| africada   |        | *ť, *ď   | *č      |        |         |        |        |
| fricativa  |        |          | *š, *ž  |        |         | *ʁ     |        |
| nasal      | *m     | *N, *n   |         |        |         |        |        |
| aproximant |        | *L, *l   |         | *y     | *w      |        |        |
On el contrast entre fonemes d'una mateixa casella no és de tipus sorda/sonora sinó molt probablement de tipus fortis/lenis (on les /*L, *N/ són les contrapartides fortis de /*l, *n/ lenis. Els fonemes /*ť, *ď/, proposats per Suárez, podrien ser africades encara que la seva naturalesa fonètica exacta no pot reconstruir-se, ja que també podrien correspondre a fricatives (Suárez empra el signe /*{\displaystyle \scriptstyle {\hat {\theta }}}/ per a /*ť/ suggerint que podria interpretar-se com /*tθ/ o /*ts/).
Quant a l'inventari vocàlic, si bé originalment es va reconstruir un sistema maximal amb cinc vocals breus /*i, *e, *a, *o, *u/ i cinc llargues /*iˑ, *eˑ, *aˑ, *oˑ, *uˑ/, va proposar que podia reduir-se l'anterior sistema de tres vocals tancades /*i, *ɨ, *u/, tres obertes /*e, *a, *o/ i dues vocals /*A, *O/ l'articulació fonètica de les quals és incerta, encara que per les seves correspondències fonètiques amb el chatino podrien ser possiblement *[ã], *[õ].

### Morfologia
El següent quadre mostra els pronoms subjecte en diferents variants. Pot observar-se que en el cas dels pronoms les variacions són purament fonològiques, però totes les variants presenten les mateixa categories en el pronom:
| GLOSA                          | Choapa   | Teotitlán    | Texmelucan | Atepec      | Istmo | Yate   | Yagallo     | proto- zapoteca[14] |
| ------------------------------ | -------- | ------------ | ---------- | ----------- | ----- | ------ | ----------- | ------------------- |
| 1a persona singular            | -(g/w)aʔ | naa, -a      | inte       | nadaʔ, -aʔ  | -aʔ   | -aʔ    | -aʔ         | *naʔ                |
| 2a persona singular            | -loʔ     | lui, -u      | -luʔ       | leʔ -(l)oʔ  |       |        |             | *luʔ(i) *nuʔ        |
| 3a persona singular (persona)  | -bi(ʔ)   | laaŋ, -aŋ    | labi, bi   | Leʔ, -(n)eʔ | be    | -beʔ   | -biʔ        | *pi                 |
| 3a persona singular (animat)   | -baʔ     | lam, -m      | laba, -ba  | Leb -(ə)b   | me    | -baʔ   | -baʔ        | *ma(ni)             |
| 3a persona singular (inanimat) | -na, -n  | laiŋ, -iŋ    | la, -na    | Len, -(ə)n  | ni    | -n     |             | *ni                 |
| 1a persona plural inclusiva    | -ro      | tonouŋ, -uŋ  | intuʔ      | netoʔ, -toʔ | nu    | -ʤoʔ   | -ruʔ        | *na                 |
| 1a persona plural exclusiva    | -ndoʔ    |              | riʔu       | chiʔo, -cho | du    | -toʔ   | -tuʔ        | *tyiʔu *ya          |
| 2a persona plural              | -le      | lui-tu, -tu  | lebiʔ, -le | leʔe, -le   | tu    | -leʔ   | -luʔ        | *wa                 |
| 3a persona plural              | -yaka+3  | laadaŋ, -daŋ | laka+3     | 3+gaʔak     | ka+3  | -gak+3 | (la)-gaka+3 |                     |

### Sintaxi
Quant a la sintaxi la variant més divergent és novament el Zapoteca de Rincón, les altres variants estudiades tenen un ordre bàsic VSO i no tenen concordança de persona amb el verb. No obstant això el zapoteca de Rincón té ordre VOS, i a més concordança de subjecte i d'objecte en el verb:
M. Piper assenyala que podria existir una raó estructural que relacionés l'existència de concordança en aquesta variant amb l'ordre bàsic VOS.

### Lèxic comparatiu
La proximitat entre les llengües zapoteques i el chatino pot ser examinada comparant la forma dels numerals:
| Variante                                         | un        | dos      | tres         | quatre   | cinc    | sis    | set    | vuit    | nou  | deu     |
| ------------------------------------------------ | --------- | -------- | ------------ | -------- | ------- | ------ | ------ | ------- | ---- | ------- |
| Zapoteca septentrional (Xhon)[cal documentació]  | to        | chope    | shone        | tape     | gayo'   | xope   | gaze   | xono'   | ga   | chi     |
| Zapoteca de l'Istme (Juchitán)[15]               | tobi      | tʃupa    | tʃonːa       | tapa     | gaʔjuʔ  | ʃoʔpaʔ | gadʒe  | ʃono    | gaʔ  | tʃiʔ    |
| Zapoteca de Mitla[16]                            | teʰ, teʔb | tjoʔp    | tʃonː        | taʰp     | gaiʔ    | ʃoʔp   | gaʰdz  | ʃuʰnː   | gaʔ  | tsuʔ    |
| Zapoteca de San Pedro Quiatoni[cal documentació] | toʰb      | tʃop     | tsoʰn        | tap      | gæʔj    | ʃo'p   | gaʰdz  | ʃuʰn    | gaʔ  | tʃiʔ    |
| Zapoteca de Sierra de Juárez[17]                 | tu, tubi  | tʃupá    | tsunːá       | tapa     | gàjuʔ   | ʂupá   | gatsì  | ʂunúʔ   | gà   | tsìʔ    |
| Zapoteca de Zoogocho[18]                         | to        | tʃop     | ʃonːe, jonːe | tap, dap | gajoʔ   | ʂop    | gaʒe   | ʂonoʔ   | ga   | ʃi      |
| Chatino de la zona alta[19]                      | ska23     | tukwa³²  | snã³²        | hakwa23  | ki'yu³² | skwa³² | kati21 | snũ23   | kaa² | tii²    |
| Proto-zapoteca[20][21]                           | *tŭbí     | *t(y)úpá | *čónná       | *tápá    | *gàʔyú  | *šòʔpá | *gáčé  | *šónnúʔ | *găʔ | *čiʔ(i) |
| Proto-zapotecano[22]                             |           | *tup-    | *tsna-       | *tap-    | *kaʔyu  | *spa   | *ka'ti | *snu    | *kaʔ | *tii    |
En la llista anterior els accents i els nombres com a superíndexs indiquen el to.